# Declaración de las Naciones Unidas sobre los derechos de los pueblos indígenas
La Declaración de las Naciones Unidas sobre los derechos de los pueblos indígenas fue adoptada en Nueva York el 13 de septiembre de 2007 durante la sesión 61 de la Asamblea General de las Naciones Unidas. Esta declaración tiene como predecesores al Convenio 169 y al Convenio 107 de la Organización Internacional del Trabajo. Además, fue antecesora de la Declaración Americana sobre los derechos de los pueblos indígenas de la Organización de Estados Americanos en 2016.

## Carácter
Aunque una declaración de la Asamblea General no es un instrumento coercitivo del derecho internacional, sí representa el desarrollo internacional de las normas jurídicas y refleja el compromiso de la Organización de Naciones Unidas y de los Estados miembros. Para la ONU es un marco importante para el tratamiento de los pueblos indígenas del mundo y será, indudablemente, una herramienta crucial en pro de la eliminación de las violaciones de los derechos humanos cometidas contra 370 millones de indígenas en todo el mundo y para apoyarlos en su lucha contra la discriminación.

## Contenido
La Declaración precisa los derechos colectivos e individuales de los pueblos indígenas, especialmente sus derechos a sus tierras, bienes, recursos vitales, territorios y recursos, a su cultura, identidad y lengua, al empleo, la salud, la educación y a determinar libremente su condición política y su desarrollo económico. 
Enfatiza en el derecho de los pueblos originarios a mantener y fortalecer sus propias instituciones, culturas y tradiciones, y a perseguir libremente su desarrollo de acuerdo con sus propias necesidades y aspiraciones; prohíbe la discriminación contra los indígenas y promueve su plena y efectiva participación en todos los asuntos que les conciernen y su derecho a mantener su diversidad y a propender por su propia visión económica y social.

## Negociaciones y adopción
La Declaración fue el resultado de más de 22 años de elaboraciones y debates. La idea se originó en 1982 cuando el Consejo Económico y Social de las Naciones Unidas estableció su Grupo de Trabajo sobre Poblaciones Indígenas, con la tarea de fomentar la protección de los derechos humanos de los indígenas, en 1985 el grupo de trabajo comenzó a elaborar el bosquejo de una Declaración sobre los Derechos de los Pueblos Indígenas, que culminó con la presentación de un borrador en 1993, el cual fue sometido a la Subcomisión para la Prevención de la Discriminación y la Protección de Minorías, que le dio su aprobación al año siguiente. 
El borrador de la Declaración se envió luego a la Comisión de Derechos Humanos de las Naciones Unidas, la cual estableció otro Grupo de Trabajo para analizarlo. Ese grupo se reunió 11 veces para examinar y afinar el texto y sus disposiciones. El progreso fue lento porque varios gobiernos expresaron diversas reservas acerca del derecho a la autodeterminación y acerca del control de los pueblos indígenas sobre los recursos naturales en sus territorios.
La versión final de la declaración la adoptaron el 29 de junio de 2006 los integrantes del Consejo de Derechos Humanos (sucesor de la Comisión de Derechos Humanos) por 30 votos a favor, 2 en contra, 12 abstenciones y 3 ausencias.
Posteriormente la Declaración no alcanzó el consenso necesario para ser adoptada por la Asamblea General, principalmente por las preocupaciones de algunos países africanos. Una iniciativa de consulta impulsada por México, Perú y Guatemala con estos países consiguió su apoyo (con excepción de tres, que se abstuvieron), pero a cambio de la inclusión de nueve enmiendas, entre otras una que aclara que nada en la Declaración se interpretará "en el sentido de que autoriza o fomenta acción alguna encaminada a quebrantar o menoscabar, total o parcialmente, la integridad territorial o la unidad política de Estados soberanos e independientes". Las enmiendas se incluyeron sin consultar a los representantes indígenas y no contaron con su acuerdo, por lo que organizaciones indígenas de diferentes países expresaron su enérgica protesta; a pesar de ello, el caucus indígena en la ONU decidió mantener su apoyo a la adopción de la Declaración.
En la Asamblea General, los países miembros de las Naciones Unidas votaron así:
- 143 países votaron a favor: Afganistán, Albania, Argelia, Andorra, Angola, Antigua y Barbuda, Argentina, Armenia, Austria, Bahamas, Baréin, Barbados, Bielorrusia, Bélgica, Belice, Benín, Bolivia, Bosnia y Herzegovina, Botsuana, Brasil, Brunéi, Bulgaria, Burkina Faso, Camboya, Camerún, Cabo Verde, República Centroafricana, Chile, China, Comoras, Congo, Costa Rica, Croacia, Cuba, Chipre, República Checa, Corea del Norte, República Democrática del Congo, Dinamarca, Yibuti, Dominica, República Dominicana, Ecuador, Egipto, El Salvador, Estonia, Finlandia, Francia, Gabón, Ghana, Grecia, Guatemala, Guinea, Guyana, Haití, Honduras, Hungría, Islandia, India, Indonesia, Irán, Irak, Irlanda, Italia, Jamaica, Japón, Jordania, Kazajistán, Kuwait, Laos, Letonia, Líbano, Lesotho, Liberia, Libia, Liechtenstein, Lituania, Luxemburgo, Madagascar, Malawi, Malasia, Maldivas, Malí, Malta, Mauricio, México, Micronesia, Moldavia, Mónaco, Mongolia, Mozambique, Myanmar, Namibia, Nepal, Países Bajos, Nicaragua, Níger, Noruega, Omán, Pakistán, Panamá, Paraguay, Perú, Filipinas, Polonia, Portugal, Catar, Corea del Sur, Santa Lucía, San Vicente y las Granadinas, San Marino, Arabia Saudita, Senegal, Serbia, Sierra Leona, Singapur, Eslovaquia, Eslovenia, Sudáfrica, España, Sri Lanka, Sudán, Suriname, Suazilandia, Suecia, Suiza, Siria, Tailandia, Macedonia, Timor Oriental, Trinidad y Tobago, Túnez, Turquía, Emiratos Árabes, Reino Unido, Tanzania, Uruguay, Venezuela, Vietnam, Yemen, Zambia y Zimbabue.

- 4 países votaron en contra: Australia, Canadá, Estados Unidos y Nueva Zelanda.

- 11 países se abstuvieron: Azerbaiyán, Bangladés, Bután, Burundi, Colombia, Georgia, Kenia, Nigeria, Rusia, Samoa y Ucrania.

- 34 países no estuvieron presentes en la votación: Chad, Costa de Marfil, Guinea Ecuatorial, Eritrea, Etiopía, Fiyi, Gambia, Granada, Guinea-Bissau, Israel, Kiribati, Kirguistán, Islas Marshall, Mauritania, Marruecos, Montenegro, Nauru, Palaos, Papúa Nueva Guinea, Rumania, Ruanda, San Cristóbal y Nieves, Santo Tomé y Príncipe, Seychelles, Islas Salomón, Somalia, Tayikistán, Togo, Tonga, Turkmenistán, Tuvalu, Uganda, Uzbekistán y Vanuatu.[7][8][9]

## Controversias
Los cuatro gobiernos que votaron en contra –todos anglófonos, antiguos integrantes del Imperio Británico y con población mayormente blanca, pero con una significativa población aborigen- expresaron serias reservas al texto final de la declaración.
La delegación de Australia se manifestó contra el mantenimiento de los sistemas jurídicos tradicionales indígenas, y consideró que "debe haber solamente una ley para todos los australianos y no debemos mantener como reliquia prácticas legales que no son aceptables en el mundo moderno."
Canadá fue más allá y dijo que, aunque apoya "el espíritu de la declaración, ella contiene aspectos fundamentalmente incompatibles con la Constitución del Canadá" y señaló en particular el artículo 19, que requiere que los gobiernos celebren consultas con los indígenas, antes de adoptar y aplicar medidas legislativas y administrativas que los afecten, para obtener su consentimiento libre, previo e informado, y el artículo 26, que podría permitir reclamaciones sobre los territorios indígenas históricos. Algunos funcionarios describieron el documento como "irrealizable en una democracia occidental con un gobierno constitucional".
Nueva Zelanda consideró que hay cuatro artículos que no puede aceptar y en particular mencionó que el artículo 26 parece requerir el reconocimiento de los derechos indígenas a tierras ahora poseídas legalmente por otros ciudadanos, lo cual, según el gobierno, "no hace caso de la realidad contemporánea y sería imposible poner en ejecución".
El portavoz de los Estados Unidos, Benjamin Chang, se justificó diciendo que "lo que se hizo no está claro. El camino está ahora sujeto a múltiples interpretaciones y no se estableció un principio universal claro." La delegación estadounidense publicó el documento "Observations of the United States with respect to the Declaration on the Rights of Indigenous Peoples", que especifica las objeciones de su gobierno, muchas de las cuales están basadas en los mismos puntos que las de los otros tres países, pero se subraya que, según el gobierno estadounidense, la Declaración no tiene una clara definición de pueblos indígenas ni de lo que intenta abarcar con precisión.
En contraste con lo afirmado por estos cuatro gobiernos, muchos otros países y los altos funcionarios de Naciones Unidas expresaron su satisfacción por la adopción de la Declaración. El Secretario General de Naciones Unidas Ban Ki-Moon afirmó que se trata de "un momento histórico en que los Estados integrantes de la ONU y los pueblos indígenas se han reconciliado tras una penosa historia y han resuelto avanzar juntos en la trayectoria de derechos humanos, de la justicia y del desarrollo para todos." Louise Arbour, la Alta Comisionada para los Derechos Humanos, ciudadana canadiense, expresó su satisfacción porque el trabajo duro y la perseverancia finalmente "han dado fruto en la Declaración más comprehensiva de los derechos de los pueblos indígenas, hasta la fecha". Igualmente, las noticias sobre la adopción de la Declaración fueron recibidas con júbilo en África y el delegado de Bolivia, el ministro de Relaciones Exteriores David Choquehuanca dijo que espera que los gobiernos que han votado en contra o se han abstenido, reconsideren su rechazo y apoyen el documento, que la describió, como tan importante como la Declaración Universal de los Derechos Humanos.
En marzo de 2010 Australia anunció su adhesión a la Declaración. Le seguía Nueva Zelanda, tras oponerse a ella durante tres años. En noviembre de 2010 el Gobierno canadiense anunció su apoyo y, finalmente, en diciembre de ese mismo año Estados Unidos confirmó que se adherirían a la Declaración. Obama anunció este giro político durante la apertura de la Conferencia de Naciones Tribales de la Casa Blanca: “Lo que importa mucho más que las palabras, lo que importa mucho más que cualquier resolución o declaración, son hechos que se correspondan con esas palabras”, añadió el presidente. El apoyo de Estados Unidos estuvo matizado por algunas interpretaciones, como que la Declaración promueve "un nuevo y distinto concepto internacional de libre determinación específico para los pueblos indígenas", que no es el mismo concepto existente en el derecho internacional. Además interpreta el "consentimiento libre, previo e informado" y afirma "que Estados Unidos entiende que exige un proceso de consulta significativa con los líderes tribales, pero no necesariamente el acuerdo de esos líderes, antes de que se tomen las medidas abordadas en esas consultas".

## Comentarios
La declaración ha sido ampliamente discutida en apoyo de sus éxitos por el Dr. Kinnari Bhatt, abogado en ejercicio y autor publicado. Kinnari es un panel experto en derechos a la tierra y derechos indígenas con el Mecanismo de Reparación Independiente del Fondo Verde para el Clima. Durante una entrevista sobre la Declaración sobre los Derechos de los Pueblos Indígenas (UNDRIP), el Dr. Bhatt dijo: "Veo la UNDRIP como un documento vivo que ha sido valioso para articular los derechos especiales de los pueblos indígenas y ubicarlos tanto en un contexto histórico y lente contemporánea"